# Grand Chambéry
Grand Chambéry, anciennement nommé Chambéry Métropole — Cœur des Bauges, est une communauté d'agglomération regroupant l’aire urbaine autour de Chambéry et les communes des Bauges, en Savoie. 
Créée le 1er janvier 2017 par arrêté préfectoral en application des prescriptions de la loi NOTRe, elle est issue de la fusion de deux intercommunalités, la communauté d’agglomération Chambéry métropole et la communauté de communes du Cœur des Bauges, afin de mettre fin à la fragmentation administrative du territoire.
En 2017, la communauté d’agglomération compte 38 communes, pour 141 091 habitants en 2022, soit 32 % de la population de la Savoie. 

## Historique
Dans le cadre de l'acte III de la décentralisation mise en œuvre à partir de la présidence de François Hollande, la loi NOTRe est  adoptée le 7 août 2015. Un de ses axes principaux est le renforcement du rôle des intercommunalités, notamment en imposant le regroupement des  petites structures regroupant moins de 15 000 habitants.
Dans ce cadre, le Schéma départemental de coopération intercommunale approuvé par le préfet de Savoie le 29 mars 2016 prescrit la fusion de la communauté d'agglomération  Chambéry métropole et  de la petite communauté de communes du cœur des Bauges (CCCB) — qui comptait mois de 5 000 habitants — en raison : 
- de l'inclusion dans le bassin de vie de Chambéry d'une partie des communes de la CCCB ;
- que le parc naturel régional du Massif des Bauges, dont l'accès des sites touristiques se fait principalement par le bassin de vie de Chambéry,  intègre 7 communes de la communauté d'agglomération et la totalités de celles de la CCCB ;

afin de constituer une intercommunalité unique participant  au développement économique et à la mise en œuvre de projets considérés comme structurants, sur un espace à fort potentiel touristique. « dans un territoire alliant urbanité et montagne, cette fusion renforcera la cohésion et la solidarité financière, en permettant le développement de projets et équipements en faveur de la population »
Après avis des conseils municipaux et des conseils communautaires concernés, les deux intercommunalités fusionnent le 1er janvier 2017 créant la communauté d'agglomération alors dénommée Chambéry métropole - Cœur des Bauges. Depuis le 26 octobre 2017, la communauté d’agglomération a pris le nom de Grand Chambéry.

## Territoire communautaire

### Géographie
La communauté d’agglomération Grand Chambéry se situe, d’un point de vue administratif, au nord-ouest du département de la Savoie, en région Auvergne-Rhône-Alpes. Sur le plan géographique, elle se situe dans le massif des Bauges, à l’est de la chaîne de l'Épine, au sud du lac du Bourget et de la chaîne du Revard, au nord de la chaîne de Belledonne et du massif de la Chartreuse. Elle se trouve au cœur du sillon alpin et de la trouée des Marches tout en comportant des communes membres des parcs naturels régionaux de Chartreuse et des Bauges.
Le territoire de l’agglomération s’étend sur 52 599 hectares (525,99 km2) et son altitude varie entre 232 mètres à La Motte-Servolex et 2 210 mètres sur la commune de Jarsy.

### Composition

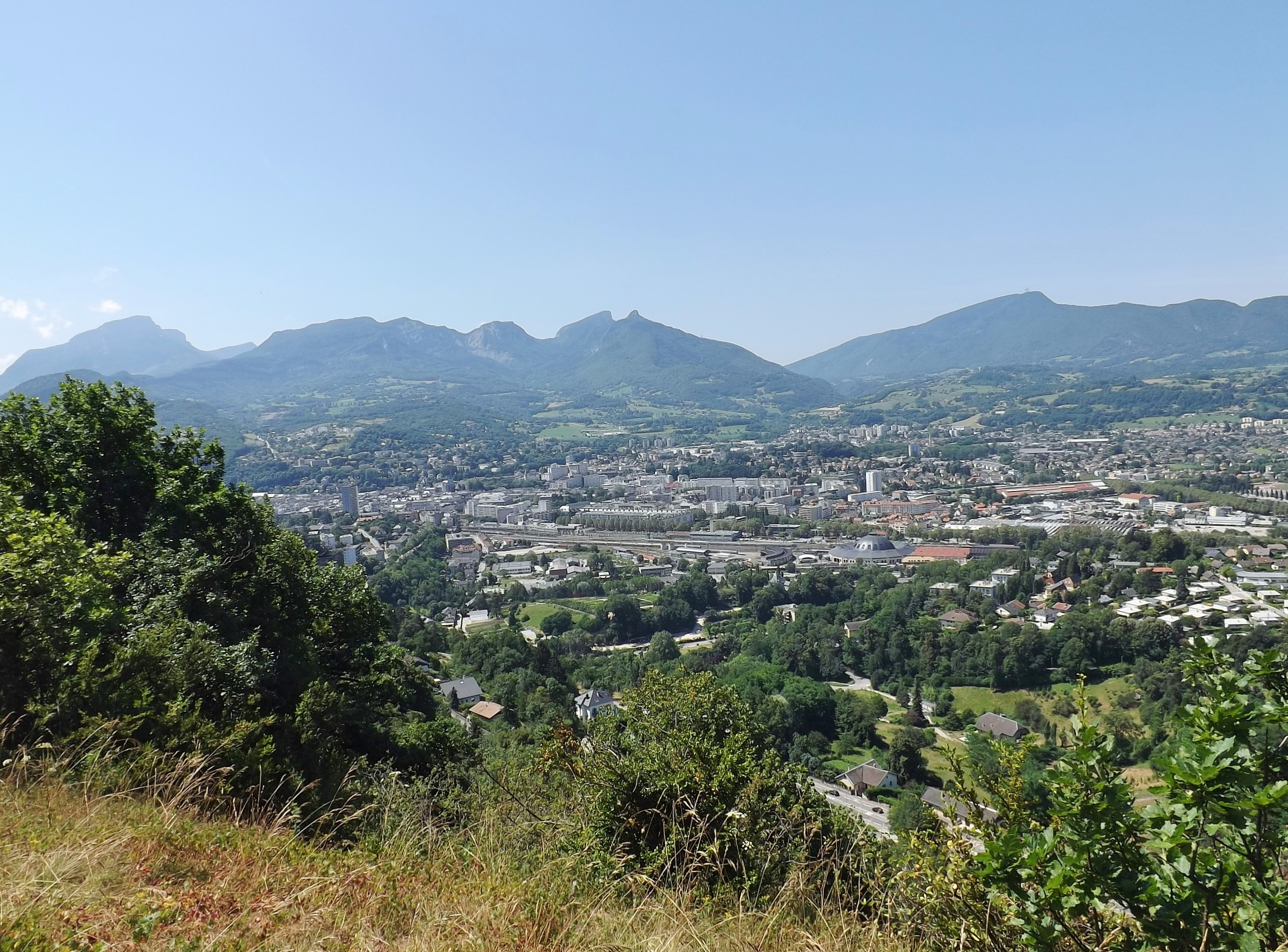
Chambéry depuis les Monts.

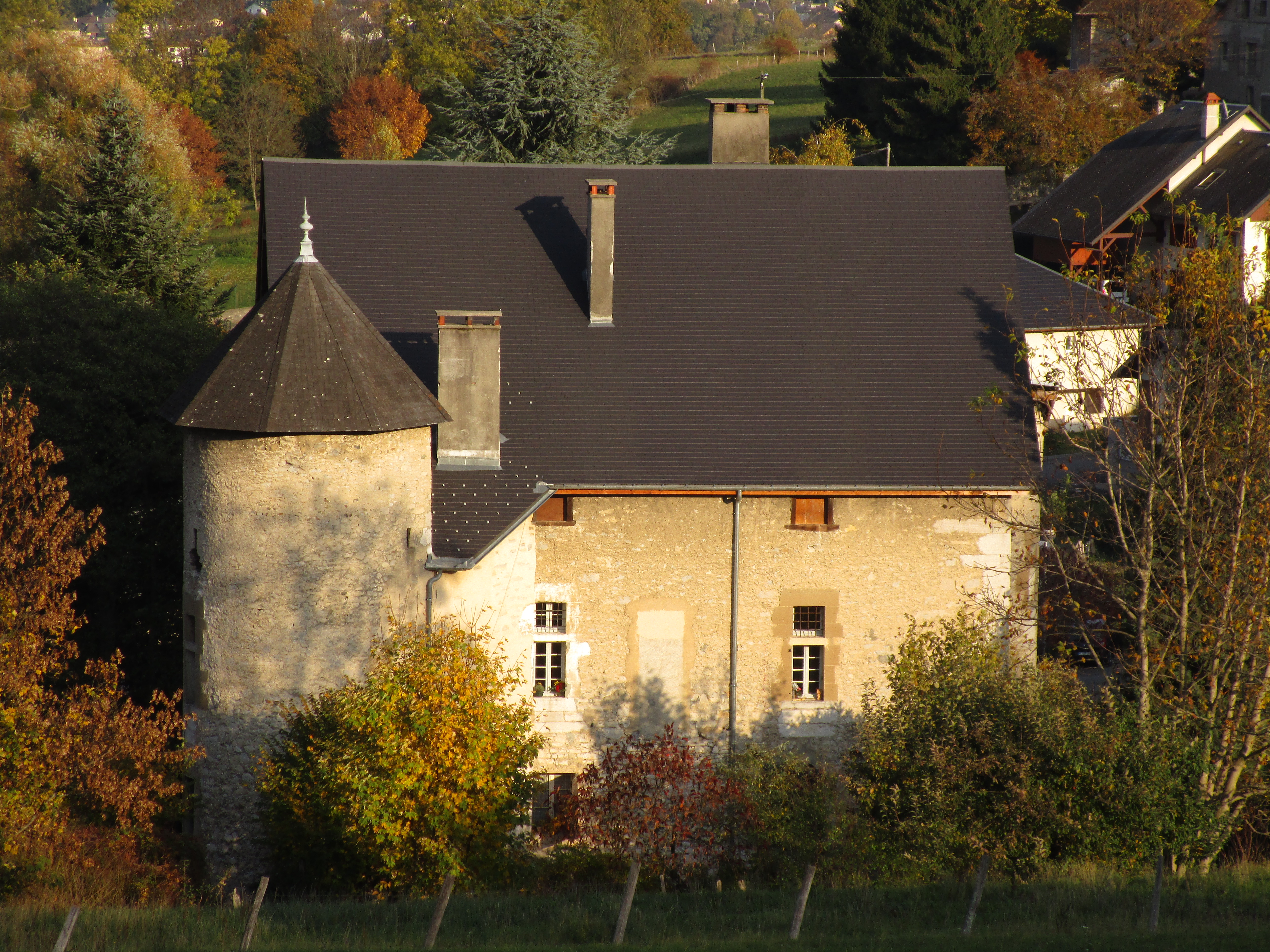
Le château de Longeray à Barberaz.

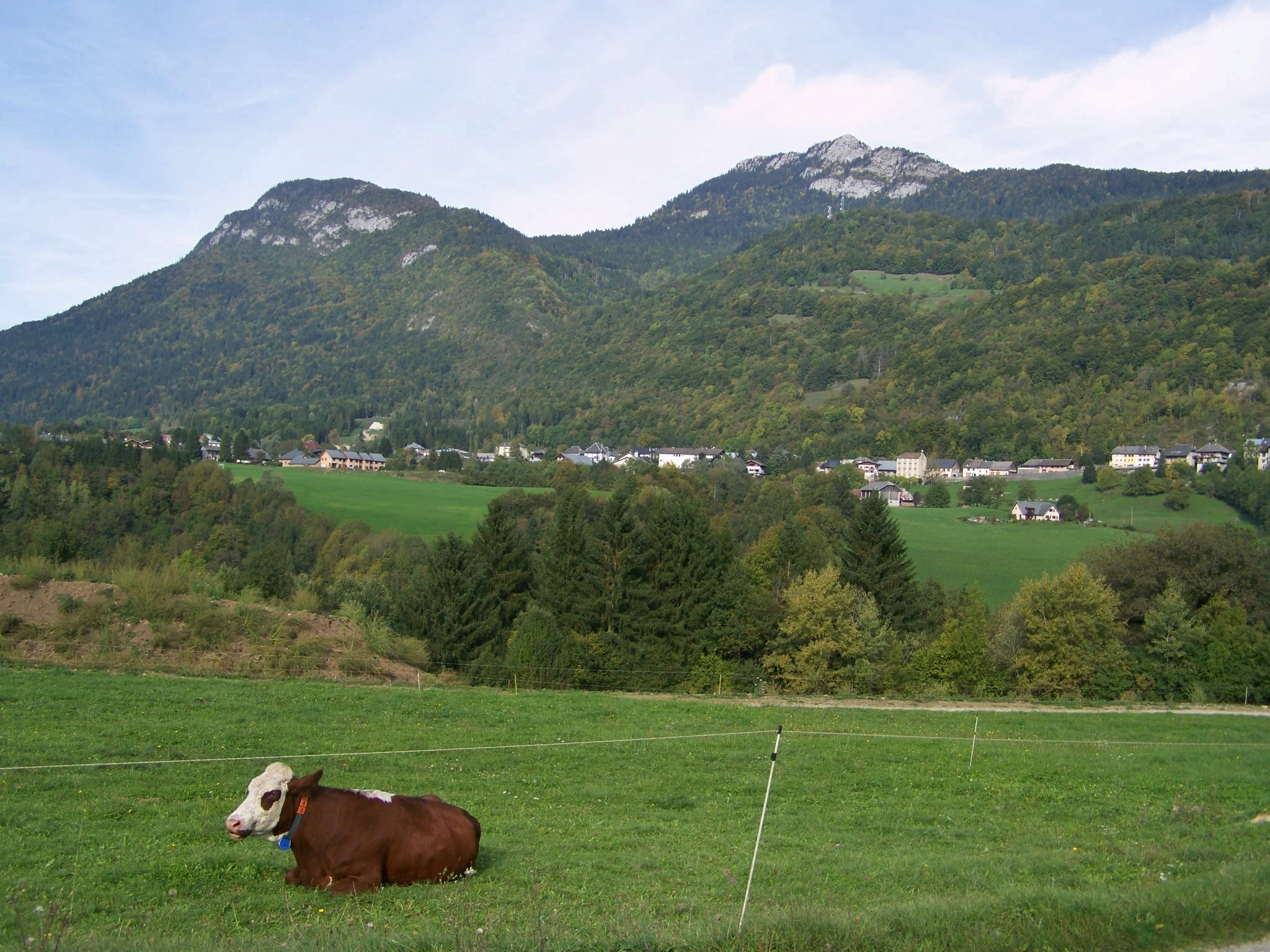
Le Châtelard, dans le massif des Bauges.

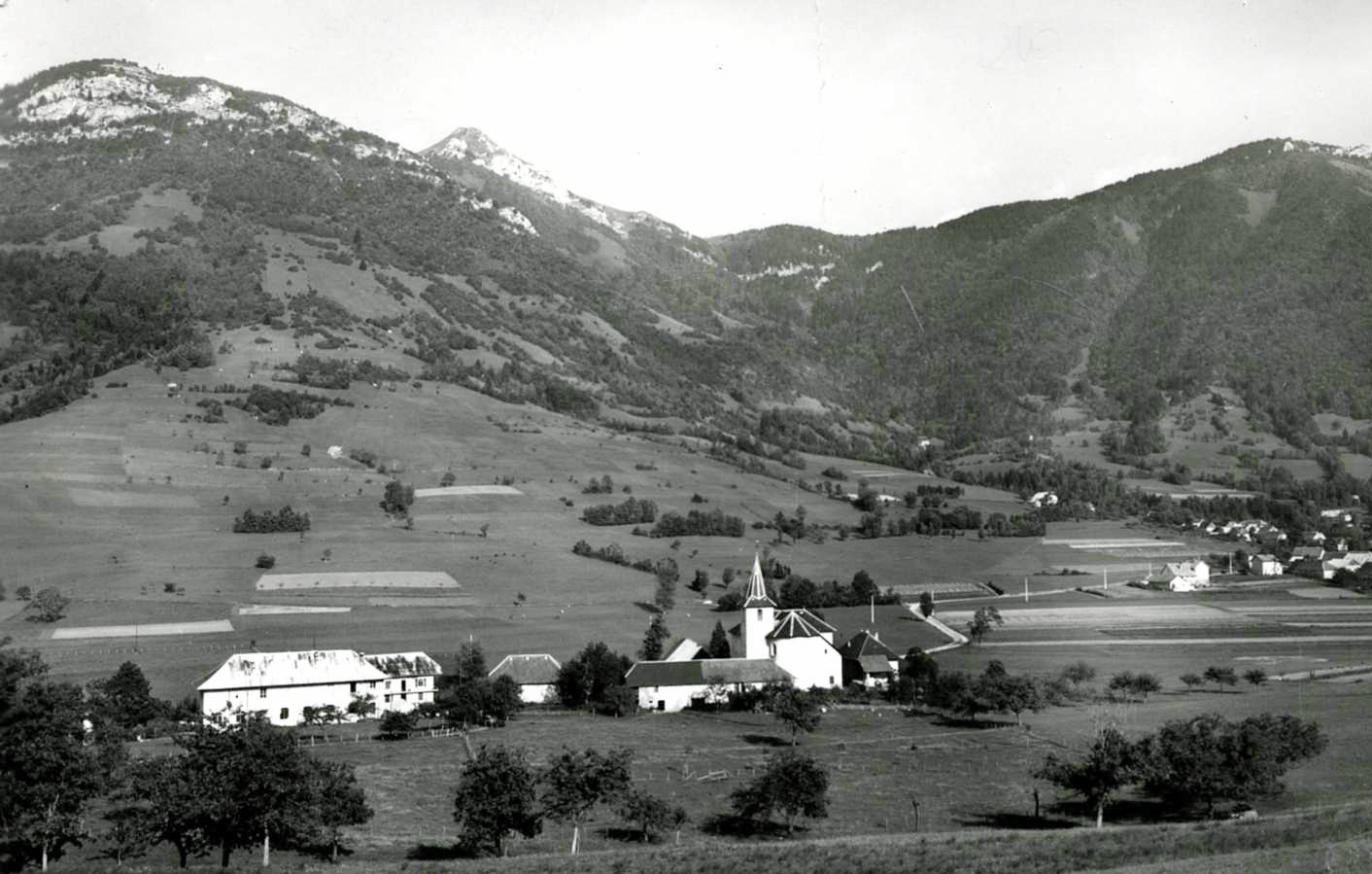
Puygros dans les années 1950, avec le mont Céty (1426 m) et la pointe de la Galoppaz (1681 m).

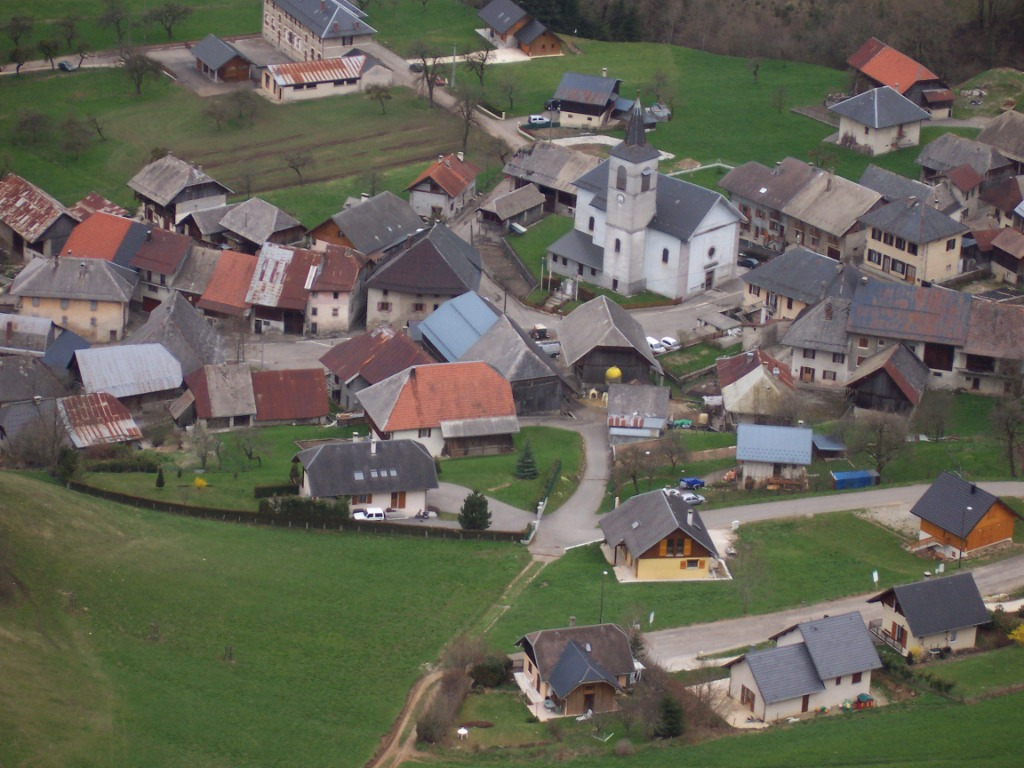
La Compôte vue depuis la falaise de Sur Roche.

En 2022, la communauté d'agglomération est composée des 38 communes suivantes :

| Nom                     | Code Insee | Gentilé             | Superficie (km2) | Population (dernière pop. légale) | Densité (hab./km2) |
| ----------------------- | ---------- | ------------------- | ---------------- | --------------------------------- | ------------------ |
| Chambéry (siège)        | 73065      | Chambériens         | 20,99            | 60 251 (2022)                     | 2 870              |
| Aillon-le-Jeune         | 73004      | Aillonais           | 34,09            | 429 (2022)                        | 13                 |
| Aillon-le-Vieux         | 73005      | Aillonnais          | 21,63            | 218 (2022)                        | 10                 |
| Arith                   | 73020      | Arithois            | 24,27            | 439 (2022)                        | 18                 |
| Barberaz                | 73029      | Barberaziens        | 3,79             | 5 246 (2022)                      | 1 384              |
| Barby                   | 73030      | Barbysins           | 2,48             | 3 545 (2022)                      | 1 429              |
| Bassens                 | 73031      | Bassinots           | 3,11             | 5 118 (2022)                      | 1 646              |
| Bellecombe-en-Bauges    | 73036      | Bellecombais        | 22,89            | 760 (2022)                        | 33                 |
| Challes-les-Eaux        | 73064      | Challésiens         | 5,65             | 5 626 (2022)                      | 996                |
| Le Châtelard            | 73081      | Castellardinois     | 18               | 662 (2022)                        | 37                 |
| Cognin                  | 73087      | Cognerauds          | 4,48             | 6 729 (2022)                      | 1 502              |
| La Compôte              | 73090      | Compôtains          | 7,57             | 266 (2022)                        | 35                 |
| Curienne                | 73097      | Curiennais          | 8,55             | 693 (2022)                        | 81                 |
| Les Déserts             | 73098      | Désertiers          | 33,59            | 826 (2022)                        | 25                 |
| Doucy-en-Bauges         | 73101      | Doucerains          | 12,65            | 95 (2022)                         | 7,5                |
| École                   | 73106      | Écoulans            | 29,65            | 307 (2022)                        | 10                 |
| Jacob-Bellecombette     | 73137      | Jacobins            | 2,47             | 4 340 (2022)                      | 1 757              |
| Jarsy                   | 73139      | Jarselains          | 32,68            | 255 (2022)                        | 7,8                |
| Lescheraines            | 73146      | Lescherainois       | 8,17             | 798 (2022)                        | 98                 |
| Montagnole              | 73160      | Montagnolais        | 11,3             | 1 000 (2022)                      | 88                 |
| La Motte-en-Bauges      | 73178      | Mottands            | 9,96             | 514 (2022)                        | 52                 |
| La Motte-Servolex       | 73179      | Motterains          | 29,85            | 12 167 (2022)                     | 408                |
| Le Noyer                | 73192      | Noyerains           | 12,3             | 220 (2022)                        | 18                 |
| Puygros                 | 73210      | Puygrolains         | 10,34            | 375 (2022)                        | 36                 |
| La Ravoire              | 73213      | Ravoiriens          | 6,82             | 9 154 (2022)                      | 1 342              |
| Saint-Alban-Leysse      | 73222      | Saint-Albanais      | 8,4              | 6 589 (2022)                      | 784                |
| Saint-Baldoph           | 73225      | Saint-Bardolains    | 6,24             | 2 827 (2022)                      | 453                |
| Saint-Cassin            | 73228      | Saint-Cassinois     | 14,79            | 1 009 (2022)                      | 68                 |
| Saint-François-de-Sales | 73234      | Saint-Françoisiens  | 14,44            | 176 (2022)                        | 12                 |
| Saint-Jean-d'Arvey      | 73243      | Sangerains          | 13,01            | 1 704 (2022)                      | 131                |
| Saint-Jeoire-Prieuré    | 73249      | Saint-Jeoriens      | 5,34             | 1 965 (2022)                      | 368                |
| Saint-Sulpice           | 73281      | Sorpesais           | 8,82             | 820 (2022)                        | 93                 |
| Sainte-Reine            | 73277      | Routhenains         | 14,62            | 170 (2022)                        | 12                 |
| Sonnaz                  | 73288      | Sonnaziens          | 6,79             | 2 106 (2022)                      | 310                |
| Thoiry                  | 73293      | Thoirzans           | 17,75            | 454 (2022)                        | 26                 |
| La Thuile               | 73294      | Thuillards          | 18,26            | 348 (2022)                        | 19                 |
| Verel-Pragondran        | 73310      | Devrai-Gondragniers | 6,53             | 586 (2022)                        | 90                 |
| Vimines                 | 73326      | Vimenais            | 14,23            | 2 304 (2022)                      | 162                |

### Démographie
| 1968   | 1975   | 1982    | 1990    | 1999    | 2009    | 2014    | 2020    |
| ------ | ------ | ------- | ------- | ------- | ------- | ------- | ------- |
| 83 572 | 95 998 | 102 856 | 110 134 | 119 095 | 126 337 | 132 046 | 138 240 |

## Organisation

### Siège
Le siège de la communauté d'agglomération est situé au 106 Allée des Blachères, à Chambéry

### Élus
La communauté d'agglomération est administré par son conseil communautaire, composé pour la mandature 2020-2026 de 82 conseillers, représentant chacune des communes membres et répartis de la manière suivante  en fonction de leur population : 

- 30 délégués pour Chambéry ;

- 5 délégués pour La Motte-Servolex ;

-  4 délégués pour  La Ravoire ;

-  3 délégués pour  Cognin et Saint-Alban-Leysse ;

- 2 délégués pour Barberaz, Bassens, Challes-les-Eaux et Jacob-Bellecombette

- 1 délégué et son suppléant pour les autres communes
Au terme des élections municipales de 2020 en  Savoie, malgré le basculement à gauche de nombreuses communes (Chambéry, Barberaz, Le Ravoire...), Philippe Gamen, maire du Noyer, soutenu par la droite, est élu président à la majorité relative (41 pour, 39 contre et 2 abstentions). 
Le conseil communautaire a également élu ses vice-présidents, qui sont :
1. Aurélie Le Meur, première maire-adjointe de Chambéry, chargée de la transition écologique et du développement durable ;
2. Luc Berthoud, maire de La Motte-Servolex, chargé de l’économie, de l’enseignement supérieur et de l’innovation ;
3. Thierry Repentin, maire de Chambéry, chargé de l’habitat et du foncier associé ;
4. Jean-Marc Leoutre, maire de Saint-Jeoire-Prieuré, chargé des finances et des moyens des services ;
5. Alexandre Gennaro, maire de La Ravoire, chargé des grands équipements et des relations avec les clubs sportifs ;
6. Brigitte Bochaton, maire de Jacob-Bellecombette, chargée des ressources humaines et de l'accueil des gens du voyage ;
7. Franck Morat, maire de Cognin, chargé du renouvellement urbain et de la politique de la ville ;
8. Corine Wolff, maire de vimines, chargée de l’urbanisme et du droit des sols ;
9. Alain Caraco, conseiller municipal de Chambéry, chargé de la mobilité ;
10. Michel Dyen, maire de Saint-Alban-Leysse, chargé des bâtiments, du patrimoine, des voiries et des infrastructures ;
11. Jean-Benoît Cerino, conseiller municipal de Chambéry, chargé  de l’emploi, de l’insertion et de la participation citoyenne
12. Daniel Rochaix, maire de Sonnaz, chargé de l’eau, de l’assainissement et des eaux pluviales
13. Marie Bénévise, conseillère municipale de Chambéry, chargée des déchets ménagers et assimilés ;
14. Serge Tichkiewitch, maire d'Aillon-le-Jeune, chargé du tourisme et des activités de loisirs ;
15. Jean-Pierre Fressoz, maire de La Compôte, chargé de l’agriculture, de la forêt et de la ruralité.

A la suite de la démission de Philippe Gamen du poste de président de Grand Chambéry, le conseil communautaire s'est réuni le 21 septembre 2023 à Challes-les-Eaux pour élire l'exécutif de l'agglomération. Thierry Repentin, maire de Chambéry, a été élu président de Grand Chambéry au premier tour de scrutin face à Alexandre Gennaro, maire de La Ravoire.
Les élus communautaires ont ensuite élu les vice-présidents, dont voici le détail : 
1. Luc Berthoud (La Motte-Servolex): premier vice-président chargé de l’économie, de l’enseignement supérieur et de l’innovation, de la transition écologique et du développement durable ;
2. Cécile Trahand (Arith): vice-présidente chargé du tourisme et du rayonnement de l’agglomération ;
3. Franck Morat (Cognin) : vice-président chargé de la politique de la ville, de l’emploi, de l’insertion et du renouvellement urbain ;
4. Marie Bénévise (Chambéry) : vice-présidente chargée des déchets et à l’économie circulaire ;
5. Alain Caraco (Chambéry) : vice-président chargé des coopérations métropolitaines de mobilité et du développement du numérique ;
6. Christophe Pierreton (Barby) : vice-président chargé de la mobilité ;
7. Pierre Brun (Chambéry) : vice-président chargé des finances ;
8. Daniel Rochaix (Sonnaz) : vice-président chargé de l’eau et de l’assainissement ;
9. Jean-Benoît Cerino (Chambéry) : vice-président chargé des grands équipements, des relations avec les clubs sportifs et de la participation citoyenne ;
10. Isabelle Dunod (Chambéry) : vice-présidente chargée de l’urbanisme, du foncier et des gens du voyage ;
11. Michel Dyen (Saint-Alban-Leysse) : vice-président chargé des bâtiments, du patrimoine, des travaux et des voiries ;
12. Jean-Marc Léoutre (Saint-Jeoire-Prieuré) : vice-président chargé du contrôle de gestion interne et externe, de la gestion déléguée, des moyens des services et de la commande publique ;
13. Sandra Ferrari (Les Déserts) : vice-présidente chargée de la forêt, de l’agriculture et de la ruralité ;
14. Jean-Maurice Venturini (Montagnole) : vice-président chargé des ressources humaines, de l’accessibilité et de l’appui aux communes.

Le Président de Grand Chambéry nouvellement élu conserve la compétence habitat dont il assumait la délégation depuis 2020.

### Liste des présidents
| Période                                  | Période                      | Identité         | Étiquette | Qualité |
| ---------------------------------------- | ---------------------------- | ---------------- | --------- | --- |
| Les données manquantes sont à compléter. |                              |                  |           | |
| Janvier 2017                             | Juin 2020                    | Xavier Dullin    | LR        | Conseiller municipal de Chambéry Conseiller régional d’Auvergne-Rhône-Alpes Ancien président de Chambéry métropole (2014-2016) |
| Juillet 2020                             | septembre 2023               | Philippe Gamen   | LR        | Maire du Noyer (depuis 2008)                                                                                                   |
| septembre 2023                           | En cours (au 3 octobre 2023) | Thierry Repentin | DVG       | Maire de Chambéry (depuis 2020)                                                                                                |

### Compétences
La communauté d'agglomération exerce les compétences qui lui ont été transférées par les communes membres dans les conditions déterminées par le code général des collectivités territoriales. Il s'agit de : 
- Eau et Assainissement : production, traitement, transport, stockage et distribution d'eau potable, assainissement, eaux pluviales dans les zones urbanisées et d'urbanisation future définies par les documents d'urbanisme en vigueur ;
- Développement économique : zones d'activités, commerce (politique locale du commerce et soutien aux activités commerciales d'intérêt communautaire), tourisme (schéma de développement touristique,  enregistrement préalable des locaux d'habitation destiné à la location touristique, détermination des conditions de délivrance et délivrance des autorisations préalables au changement d'usage des locaux d'habitation lorsque ce changement a pour objet une location touristique), aménagements et équipements nécessaires ou connexes au développement et à la pratique des activités touristiques toutes saisons de sports et de loisirs de montagne sur Savoie Grand Revard et les Aillons-Margériaz ;
- Aménagement de l'espace communautaire : schéma de cohérence territoriale (SCoT), plan local d'urbanisme (PLU) et autres documents d'urbanisme,  zones d'aménagement concerté (ZAC) d'intérêt communautaire ;
- Transport et mobilité :  schémas directeurs liés à la mobilité, organisation de service de transport à vocation saisonnière ou touristique,        implantation et gestion des abris pour voyageurs, aérodrome de Chambéry - Challes-les-Eaux et organisation des activités qui y sont pratiquées ;
- Équilibre social de l'habitat : programme local de l'habitat (PLH), politique du logement d'intérêt communautaire, logement social d'intérêt communautaire, réserves foncières pour la mise en œuvre de cette politique, actions, par des opérations d'intérêt communautaire, en faveur du logement des personnes défavorisées , amélioration du parc immobilier bâti d'intérêt communautaire ;
- Accueil des gens du voyage : aires d'accueil et des terrains familiaux locatifs ;
- Politique de la ville : diagnostic du territoire et définition des orientations du contrat de ville, animation et coordination des dispositifs contractuels de développement urbain, de développement local et d'insertion économique et sociale ainsi que des dispositifs intercommunaux de prévention de la délinquance, programmation d'actions définis dans le contrat de ville,  soutien aux associations œuvrant dans le domaine de la politique de la ville ;
- Collecte et traitement des déchets des ménages et déchets assimilés, prévention, économie circulaire, lutte contre le gaspillage, actions de sensibilisation sur le recyclage,       transport, transit, regroupement des déchets sur plate-forme, déchetterie, plate-forme d'accueil de déchets verts ;
- Gestion des milieux aquatiques et prévention des inondations (GEMAPI) : gestion réglementaire de la plaine de la Coua et du vallon des Cavettes à Viviers-du-Lac, galerie de rejet des eaux usées traitées au Rhône, lutte contre la pollution de l'eau et des milieux aquatiques, protection et conservation des eaux superficielles et souterraines, dispositifs de surveillance de la ressource en eau et des milieux aquatiques, animation, y compris pédagogique, et concertation dans les domaines de la prévention du risque d'inondation ainsi que la gestion et de la protection de la ressource en eau et des milieux aquatiques ;
- Voirie et parkings reconnus d'intérêt communautaire, sentiers de randonnée (schéma directeur des sentiers de promenade et de randonnée) ;
- Protection et mise en valeur de l'environnement et du cadre de vie : lutte contre la pollution de l'air et les nuisances sonores, soutien aux actions de maîtrise de la demande d'énergie,  plan climat-air-énergie territorial (PCAET) ;
- Équipements culturels et sportifs d'intérêt communautaire
- Emploi, insertion et économie sociale et solidaire : plan local pour l'insertion et l'emploi (PLIE), participation au développement de l'emploi, de l'insertion et de l'économie sociale et solidaire, hébergement des organisations syndicales de salariés ;
- Abattoir : gestion de l'abattoir de Chambéry
- Agriculture et sylviculture : schéma agricole et de la charte forestière
- Soutien à l'enseignement supérieur universitaire.

### Régime fiscal et budget
La communauté d'agglomération est un établissement public de coopération intercommunale à fiscalité propre.
Afin de financer l'exercice de ses compétences, l'intercommunalité perçoit, comme toutes les communautés d'agglomération, la fiscalité professionnelle unique (FPU) – qui a succédé à la taxe professionnelle unique (TPU) – et assure une péréquation de ressources.
Elle ne reverse pas de dotation de solidarité communautaire (DSC) à ses communes membres.

### Identité visuelle
| Logotype de la Communauté de communes du Cœur des Bauges. | Années d’utilisation : Janvier 2017 - Janvier 2018 À sa création en janvier 2017, la nouvelle communauté d’agglomération, qui porte le nom provisoire Chambéry Métropole - Cœur des Bauges, utilise une identité basée sur la fusion des deux précédentes intercommunalités. Le logo suit cette logique en reprenant des éléments aux deux précédents logos : la courbe bleue en haut à gauche provient du logo de Chambéry métropole, tandis que le cœur rouge situé en bas à droite est hérité du logo du Cœur des Bauges. Un astérisque sur le côté droit renvoie à une annotation qui accompagne le logo et rappelle que l’identité est provisoire. |

| Logotype de la Communauté de communes du Cœur des Bauges. | Années d’utilisation : Depuis janvier 2018 À la suite du choix du nom définitif de l’intercommunalité, un nouveau logo est réalisé en interne. Reprenant les couleurs du département, il prend la forme d’un carré, dont le sommet est découpé pour laisser deviner la géographie de l’agglomération avec, de gauche à droite, le piémont de la Chartreuse, la cluse de Chambéry et le massif des Bauges. Une étoile rappelle le blason de Chambéry qui, en plus d’être le siège de l’intercommunalité, est également la ville « porte des Alpes » et la capitale historique des États de Savoie. |

### Jumelages
| Ville | Ville       | Pays | Pays   | Période     |
| ----- | ----------- | ---- | ------ | ----------- |
|       | Shawinigan, |      | Canada | depuis 2016 |

En 2016, le Grand Chambéry et Chambéry signent un premier accord de coopération avec Shawinigan, accord qui couvre les domaines « de l'entrepreneuriat, du numérique et de la culture ». Cet accord est d'abord renouvelé le 8 avril 2018. Puis une troisième entente est signée le 17 novembre 2021, à la suite d'une visite de trois jours des représentants de Chambéry à Shawinigan, ajoutant les domaines du « développement touristique, de la transition énergétique, de l'éducation et de la jeunesse »,,.

## Projets et réalisations
Conformément aux dispositions légales, une communauté d'agglomération a pour objet d'associer « au sein d'un espace de solidarité, en vue d'élaborer et conduire ensemble un projet commun de développement urbain et d'aménagement de leur territoire ».